# Джон Гарфілд
Джон Гарфілд (англ. John Garfield, справжнє ім'я Яків Юлій Гарфінкль, англ. Jacob Julius Garfinkle; 14 березня 1913 — 21 травня 1952) — американський актор.

## Біографія
Майбутній актор народився в Нью-Йорку в сім'ї єврейських іммігрантів із Російської імперії, Давида та Ханни Гарфінкль. Після смерті матері він був направлений до школи для важких дітей у Бронксі, де вперше виявив свої здібності до акторської майстерності. На початку 1930-х йому вдалося отримати стипендію в акторську школу Марії Успенської, завдяки чому 1932 року він уже дебютував на Бродвеї. Незабаром Гарфілд став досить відомим у театральних колах Нью-Йорка, а відомий сценарист Кліффорд Одетс спеціально для нього навіть написав п'єсу «Золотий хлопчик». Але за збігом обставин, Гарфілд так і не грав у ній у головній ролі в основному складі, а задовольнявся лише роллю на заміні.
1937 року Джон Гарфілд вирішив залишити Бродвей і спробувати щастя в Голлівуді. Через рік роботи там, актор отримав визнання критики та номінацію на премію Американської кіноакадемії за найкращу чоловічу роль другого плану у фільмі «Чотири доньки» із сестрами Лейн у головних ролях.
Зі вступом США у Другу світову війну Гафрілд добровольцем записався до лав американської армії, але дістав відмову через хворобу серця. Попри це він все одно вирішив докласти всіх зусиль для підтримки американських солдатів, і разом з актрисою Бетті Дейвіс став рушійною силою в роботі клубу «Голлівудська їдальня», що пропонував харчування та розваги для американських солдатів. Пізніше актор вирушив до Югославії, де брав участь в організації розважальних програм для військовослужбовців.
У повоєнні роки Гарфілд мав одразу кілька великих ролей у відомих голлівудських фільмах, серед яких Френк Чемберс у нуарі «Листоноша завжди дзвонить двічі» (1946), Пол Борей у романтичному фільмі «Гумореска» (1946) і Дейв Голдман у драмі «Джентльменська угода» (1947).
1948 року актор вдруге отримав номінацію на «Оскар» за роль Чарлі Девіса у фільмі «Тіло і душа». Того ж року він повернувся на Бродвей, де зіграв у п'єсі «Скіппер поруч із Богом». Після того, як його контакт зі студією добіг кінця, Гарфілд вирішив його не продовжувати, а організував власну незалежну продюсерську компанію, ставши одним з піонерів у цьому напрямі.
Гарфілд, бувши прихильником ліберальних політичних поглядів, підтримував Комітет із захисту Першої поправки до Конституції, який виступав проти втручання урядових сил у політичні переконання громадян. Його дружина, Роберта Сейдман, перебувала в Комуністичній партії США, через що й самого актора підозрювали в симпатіях до комуністів. Під час його візиту до Комітету з розслідування антиамериканської діяльності, який розслідував передбачувані комуністичні інфільтрації в США, Джон Гарфілд відмовився назвати відомих йому членів компартії або їх послідовників, через що накликав на себе гнів комітету та потрапив до чорного списку Голлівуду. Відсутність цікавих пропозицій на зйомки змусили актора повернуться на Бродвей, де 1952 року він таки зіграв головну роль у написаній йому п'єсі «Золотий хлопчик». Під час виступу він отримав повістку до суду для надання свідчень перед HUAC.
Тривалі проблеми із серцем, які актор мав ще з дитинства, посилені стресом через перебування в чорному списку Голлівуду, призвели до раптової смерті Джона Гарфілда у травні 1952 року у 39-річному віці. Він похований на цвинтарі Вестчестер-Хіллз у Гастінгсі-на-Гудзоні (штат Нью-Йорк).
Його внесок у розвиток американської кіноіндустрії було відзначено зіркою на Голлівудській алеї слави.